# 阿根廷狐
阿根廷狐（学名 Lycalopex griseus），别名巴塔哥尼亚狐，犬科动物伪狐属的一种。为濒危野生动植物种国际贸易公约附录II所列的保护动物。

## 分布
生活在南美洲南部，阿根廷（大概有六万只阿根廷狐）、智利，也可能生活在秘鲁和大西洋岛屿，包括福克兰群岛。

## 身体特征
阿根廷狐是一种小型南美洲犬科动物，只有2.5–4千克重，43–70厘米长。

## 食物
以啮齿类动物、鸟类，和兔子为食。

## 繁殖
每年3月交配。母兽怀孕2个月, 每次生产2-4个幼崽。对于其他的繁殖行为了解并不多。